# Graphical Kernel System
Graphical Kernel System (GKS) war der erste ISO-Standard für Computergrafik (ISO/IEC 7942), er wurde 1977 eingeführt. In Deutschland war er früher nach DIN 66252 geregelt. Im deutschen Sprachraum wird GKS auch als Graphisches Kernsystem bezeichnet. Wesentlichen Anteil an der Entwicklung trägt Professor José Luís Encarnação.
Es handelt sich beim Graphical Kernel System um eine Programmierschnittstelle für zwei-dimensionale Linear- und Vektorgrafiken, entwickelt unabhängig von Plattform und Programmiersprache.
GKS ist standardisiert in:
- ANSI X3.124 1985
- ISO/IEC 7942, Teil 1 1985, Teile 2–4 1997–99

GSX-80

- Sprachanbindungen: ISO 8651.
- GKS-3D ISO 8805
- GKS-3D C Binding ISO 8806.

## Implementierungen
- OpenVMS
  - GKS (Development und Run-Time)
  - GKS-UI-JAPANESE (Development und Run-Time)
  - GKS3D (Development und Run-Time)
- GSS-KERNEL, eine Teilmenge der Funktionalität von GKS findet sich in CP/M Graphics System Extension (GSX) bzw. GEM VDI wieder.

## Struktur
GKS ist vektororientiert und basiert auf Eingabeprimitive und Ausgabeprimitive:
Als Eingabeprimitive gelten in GKS
1. Stroke
2. Valuator
3. Choice
4. Pick
5. String

Als Ausgabeprimitive gelten in GKS
1. Polyline (Linienzug)
2. Polymarker (Symbol zur Punktmarkierung)
3. Text
4. Fill Area (Polygone, welche mit einem Muster gefüllt werden)
5. Cell Array (zur Darstellung von Rastergrafiken)
6. s. g. Generalized Drawing Primitives GDP (eine Schnittstelle für GKS-Erweiterungen, hauptsächlich genutzt für Kreise und Ellipsen)

Ein weiterer zentraler Begriff in GKS bildet die Workstation, die jedoch von ihrer Semantik nicht der Workstation in der Informationstechnik entspricht, sondern für ein abstraktes grafisches Aus-/Eingabegerät steht.